# Акридин
Акриди́н (от лат. acer (acris) — острый, едкий) — простейший представитель дибенз[b, e]пиридинов. Содержится в каменноугольной смоле.

## Свойства
Акридин представляет собой бледно-жёлтые кристаллы с раздражающим запахом, способные возгоняться. Хорошо растворяется во многих органических растворителях, малорастворим в воде. Растворы акридина обладают фиолетовой флуоресценцией, растворы солей акридина флуоресцируют зелёным светом.
Акридин и его ближайшие гомологи являются устойчивыми веществами. Акридин проявляет слабые основные свойства. Его pKa составляет 5,6, что очень близко к таковому значению пиридина. При действии восстановителей (амальгама натрия, никель Ренея, цинк с соляной кислотой) легко превращается в 9,10-дигидроакридин (акридан). Окислители (перманганат калия в щелочной среде, озон в спиртовых растворах) превращают его в 2,3-хинолиндикарбоновую кислоту, надбензойная кислота — в N-оксид.
Производные акридина могут связываться с ДНК и нарушать её двуцепочечную структуру, приводя к вставке или делеции азотистых оснований во время репликации, что вызывает сбой рамки считывания.
Вызывает хромосомные мутации, а именно делеции (утерю срединной части хромосомы).

## Получение
В лабораторным методе синтеза акридина исходят из N-фенилантраниловой кислоты, которая с POCl3 образует 9-хлоракридин, который затем восстанавливают в 9,10-дигидроакридин, окисление которого дихроматом калия приводит к акридину.

## Применение
Акридин — исходное вещество для синтеза красителей и лекарственных веществ, а также для получения Люцигенина, хемилюминесцентного соединения.